# TRF (gruppo musicale)
TRF (Tetsuya Komuro Rave Factory) è un gruppo musicale J-pop giapponese, composto dal rapper DJ Koo, dalla cantante Yu-ki, e dai ballerini Chiharu, Etsu, e Sam.

## Storia
Il gruppo ha debuttato col nome "trf" all'inizio del 1993. Durante il periodo fra il 1994 ed il 1995, l'etichetta discografica Avex Trax pubblica cinque loro singoli prodotti da Tetsuya Komuro, ed ognuno di essi vende oltre un milione di copie. Nel 1995, il loro brano Overnight Sensation: Jidai wa Anata ni Yudaneteru vince un Japan Record Award.
L'anno seguente, il gruppo cambia nome "TRF", tutto il maiuscolo, e pubblicano il singolo Hey! Ladies & Gentlemen.
La cantante Yu-ki intanto lavora nel doppiaggio per il film d'animazione Elmer's Adventure: My Father's Dragon, per il quale canta anche il tema musicale. Inoltre la cantante interpreta la sigla d'apertura della serie Tokusatsu Kamen Rider Kabuto in tutte le sue varianti.
Chiharu invece lavora come coreografa per la cantante Shizuka Kudō, e compare in un drama televisivo nel ruolo di se stessa.
Sam è stato sposato con la celebre cantante Namie Amuro nel 1997, all'epoca già incinta di tre mesi, ma la coppia ha poi divorziato nel 2002, per incompatibilità caratteriale. Amuro ha la custodia completa di loro figlio, Haruto.
Il brano Lights and Any More" è stato utilizzato come sigla d'apertura dell'anime Wangan Midnight, mentre Silence Whispers è stato utilizzato come seconda sigla di chiusura di Black Jack 21.

## Membri
- YU-KI : Yuuki Kitamura (北村 夕起? nato il 19 dicembre 1966, canto)
- DJ KOO : Kouichi Nakase (高瀬 浩一? nato il 8 agosto 1961, Rap)
- SAM : Masaharu Maruyama (丸山 正温? nato il 13 gennaio 1962, danza)
- ETSU : Etsuko Nishioka (西岡 悦子? nato il 11 agosto 1964, danza)
- CHIHARU : Chiharu Muraki (村木 千春? nato il 28 febbraio 1967, danza)

## Discografia

### Singoli
- Going 2 Dance, Open Your Mind (1993)
- EZ Do Dance (1993)
- Ai ga Mou Sukoshi Hoshiyo (1993)
- Silver and Gold dance (1993)
- Samui Yoru Dakara... (1993)
- Survival Dance "no no cry more" (1994)
- Boy Meets Girl (1994)
- Crazy Gonna Crazy (1995)
- Masquerade / Winter Grooves (1995)
- Overnight Sensation (8 March 1995)
- Brand New Tomorrow (1995)
- Happening Here / Teens (1995)
- Love & Peace Forever (1996)
- Hey! Ladies & Gentlemen (1996)
- Brave Story (1996)
- Silent Night (1996)
- Legend of Wind (1996)
- Dragons' Dance (25 June 1997)
- Unite! The Night! (1998)
- Frame (1998)
- Try or Cry (1998)
- Be Free (1998)
- Embrace / Slug and Soul (1998)
- Joy (1999)
- Wired (1999)
- He Lives in You (1999)
- Burst Drive Mix (2000)
- Burst Drive Mix -2nd mix- (2000)
- Burst Drive Mix -3rd mix- (2000)
- Da! Da! Da! SEB Presents Boy Meets Girl with TRF (2000)
- Burst Drive Mix -4th mix- (2000)
- Burst Drive mix -5th mix- (2000)
- Where to Begin (2006)
- Silence Whispers (2006)
- We are all Bloomin (2006)
- Innovation (2007)
- Live Your Days (2008)
- Memorial Snow/Closure (2009)

### Album
- trf "This is the Truth" (1993)
- Hyper Techno Mix (1993)
- EZ Do Dance / trf (1993)
- World Groove (1994)
- trf Hyper Mix (1994)
- Billionaire (1994)
- Dance to Positive (1995)
- Hyper Mix 4 (1995)
- Brand New Tomorrow (1995)
- The Live (21 February 1996)
- Works -The best of TRF- (1998)
- Unite (1998)
- Loop # 1999 (1999)
- Burst drive mix -Album- (2000)
- Lif-e-Motions (2006)
- TRF 15th Anniversary Best Memories (2007)
- Gravity (2009)

### DVD
- TRF Tour 1999 (2000)
- World Groove (22000)
- trf Tour '94 Billionaire - Boy Meets Girls (2000)
- Ultimate Films 1994-1995 (2000)
- trf Tour '95 dAnce to positive Overnight Sensation (2000)
- Brand New Tomorrow in Tokyo Dome -Presentation for 1996- (2000)
- TRF Live in Yokohama Arena (2000)
- TRF Tour '98 Live in Unite! (2000)
- Video Clips (2002)
- Works -The Best of TRF- (2004) - An audio DVD
- Complete Best Live from 15th Anniversary Tour -Memories- 2007 (2008)

### Video
- World Groove (1994)
- trf Tour '94 Billionaire - Boy Meets Girls (1994)
- Ultimate Films 1994-1995 (1995)
- trf Tour '95 dance to positive Overnight Sensation (1995)
- Brand New Tomorrow in Tokyo Dome -Presentation for 1996- (1996)
- TRF Live in Yokohama Arena (1997)
- TRF Tour '98 Live in Unite! (1998)
- Rave 2001 Dancer Selection vol.1 (1999)
- TRF Tour 1999 (1999)

### Raccolte
- Luna Sea Memorial Cover Album (19 December 2007)